# I Know This Much Is True
I Know This Much Is True är en amerikansk dramaserie från 2020. Serien är baserad på Wally Lambs roman från 1998 med samma namn. Seriens första säsong består av sex avsnitt. 
Den svenska premiären planeras till den 28 april 2020.[uppföljning saknas]

## Handling
Mark Ruffalo spelar både Dominick och hans schizofrena identiska tvillingbror Thomas Birdsey. Serien utspelar sig i den påhittade staden Three Rivers och skildrar tvillingbrödernas liv. Serien tar sin början i nutid, under tidigt 1990-tal, när bröderna närmar sig medelåldern. Genom tillbakablickar följs deras tonårstid och barndom.

## Rollista (i urval)
- Mark Ruffalo – Dominick och Thomas Birdsey
- Melissa Leo – Ma
- Rosie O'Donnell – Lisa Sheffer
- Archie Panjabi – Dr. Patel
- Imogen Poots – Joy Hanks
- Juliette Lewis – Nedra Frank
- Kathryn Hahn – Dessa Constantine
- Marcello Fonte – Domenico Onofrio Tempesta
- Brian Goodman – AI
- Bruce Greenwood – Dr. Hume